# Phan Kế An
Phan Kế An (20 tháng 3 năm 1923 – 21 tháng 1 năm 2018) là một họa sĩ Việt Nam. Ông nổi tiếng là người đầu tiên được ký họa chân dung Hồ Chí Minh và là họa sĩ vẽ tranh biếm họa của báo Sự Thật.

## Tiếu sử
Phan Kế An sinh ngày 20 tháng 3 năm 1923 tại Sơn Tây, là con của quan Khâm sai đại thần Phan Kế Toại của Chính phủ Trần Trọng Kim (sau Cách mạng Tháng Tám năm 1945, Phan Kế Toại giữ chức Bộ trưởng Bộ Nội vụ, Phó Thủ tướng Chính phủ nước Việt Nam Dân chủ Cộng hòa). Trước Cách mạng tháng Tám năm 1945, ông là một chiến sĩ cách mạng và tham gia Việt Minh cùng với các họa sĩ khác là Mai Văn Nam, Tạ Thúc Bình, Vĩnh Noãn, Mai Văn Hiến, Lê Phá, Kim Đồng, Phan Thông, Nguyễn Tư Nghiêm, Tôn Đức Lượng, Nguyễn Văn Thiện... Vũ khí khi cướp được của quân đội Nhật Bản cho Việt Minh được giấu tại tư dinh của cụ Phan Kế Toại.
Ông mất ngày 21 tháng 1 năm 2018 tại Hà Nội, hưởng thọ 95 tuổi.

## Sáng tác nghệ thuật
Họa sĩ Phan Kế An thành công ở thể loại tranh sơn mài, tranh sơn dầu mà nổi tiếng nhất là bức Nhớ một chiều Tây Bắc được vẽ vào mùa đông năm 1950, khi đó ông đi kháng chiến với tư cách là đặc phái viên của báo Sự Thật, bức tranh đã gợi cho họa sĩ - nhà thơ Đoàn Việt Bắc phổ thơ và nhạc sĩ Vũ Thanh sáng tác nhạc cho ca khúc "Thả chiều vào tranh"
Ngoài ra Phan Kế An còn nổi tiếng trong các thể loại tranh đả kích - châm biếm với bút danh Phan Kích và ký họa, ông là người đầu tiên được ký họa chân dung Chủ tịch Hồ Chí Minh do Trường Chinh đặt nhiệm vụ vào năm 1948 , trong thời gian này ông đã sáng tác hơn 20 bức tranh về Bác, sau này được in lên báo Sự Thật số tháng 12 năm 1948. Hầu hết văn nghệ sĩ uy tín của nước ta thời đó như Nguyên Hồng, Thế Lữ, Nguyễn Công Hoan, Nguyễn Huy Tưởng, Nguyễn Tuân, Hoài Thanh, Hoàng Trung Thông, Trần Lê Văn, Quang Dũng, Hoàng Cầm, Anh Thơ đều được Phan Kế An ký họa.

## Tác phẩm tiêu biểu
- Nhớ một chiều Tây Bắc
- Những đồi cọ
- Bác Hồ làm việc lán Nà Lừa
- Hà Nội tháng 12 năm 1972
- Cánh đồng bản Bắc
- Gác chuông (trưng bày tại Bảo tàng Phương Đông - Liên Xô cũ)
- Bụi nứa miền xuôi (được trưng bày tại Bảo tàng Quốc gia Hermitage)

## Phong tặng, Danh hiệu
- Giải nhất tại Triển lãm Mỹ thuật Toàn quốc (1951 - 1955 - 1960)
- Giải thưởng Nhà nước về văn học nghệ thuật (2001)
- Huân chương Độc lập hạng Ba